# Apicia phibalaria
Apicia phibalaria là một loài bướm đêm trong họ Geometridae.